# تاجیکستان در المپیک زمستانی ۲۰۰۲
تاجیکستان برای نخستین بار پس از استقلال بود که در بازی های المپیک زمستانی شرکت می کرد. این کشور تنها در یک رشته و فقط با یک ورزشکار در بازی های المپیک زمستانی ۲۰۰۲ که در سالت لیک سیتی ایالات متحده آمریکا برگزار می شد حضور داشت.

## اسکی آلپاین
- مارپیچ بزرگ مردان
  - آندری دریگین : DNF (مسابقه را به پایان نبرد.)
- سوپر جی مردان
  - آندری دریگین - DNF (مسابقه را به پایان نبرد.)